# Ryd, Jönköpings kommun
Ryd är en tätort i Mulseryds socken i Jönköpings kommun, cirka 20 km väster om Jönköping. Det är det första samhället, norrifrån sett, utmed Nissastigen, strax söder om vägens startpunkt. Före 2015 klassificerades Ryd som en småort.

## Historia
Under mellankrigstiden grundades en möbelfabrik. Invandrad arbetskraft sökte sig till småorten och de hyreshus som står i centrum uppfördes. 

### Befolkningsutveckling
| Befolkningsutvecklingen i Ryd 1960–2020                                                              | Befolkningsutvecklingen i Ryd 1960–2020 | Befolkningsutvecklingen i Ryd 1960–2020 | Befolkningsutvecklingen i Ryd 1960–2020 | Befolkningsutvecklingen i Ryd 1960–2020 |
| --- | --------------------------------------- | --------------------------------------- | --------------------------------------- | --------------------------------------- |
| |                                         |                                         |                                         |                                         |
| År                                                                                                   |                                         |                                         | Folkmängd                               | Areal (ha)                              |
| 1960                                                                                                 | 1960                                    |                                         | 158                                     | ¤                                       |
| 1990                                                                                                 | 1990                                    |                                         | 184                                     | 20#                                     |
| 1995                                                                                                 | 1995                                    |                                         | 191                                     | 28#                                     |
| 2000                                                                                                 | 2000                                    |                                         | 186                                     | 28#                                     |
| 2005                                                                                                 | 2005                                    |                                         | 192                                     | 26#                                     |
| 2010                                                                                                 | 2010                                    |                                         | 172                                     | 30#                                     |
| 2015                                                                                                 | 2015                                    |                                         | 200                                     | 58                                      |
| 2020                                                                                                 | 2020                                    |                                         | 221                                     | 61                                      |
| Anm.: 1960 som Ryds by. Tätort från 2015. ¤ Som tätortsbebyggelse med 150-199 invånare # Som småort. |                                         |                                         |                                         |                                         |

## Samhället
På orten finns en livsmedelsaffär, en brandstation och en skola som, efter renovering, stod färdig hösten 1995.